# Masoala kona
Masoala kona är en enhjärtbladig växtart som beskrevs av Henk Jaap Beentje. Masoala kona ingår i släktet Masoala och familjen Arecaceae. IUCN kategoriserar arten globalt som starkt hotad. Inga underarter finns listade i Catalogue of Life.